# Axel Kaiser

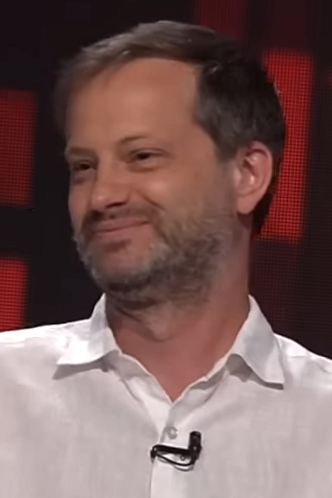
Axel Kaiser im Jahr 2024

Axel Kaiser (* 4. Juli 1981 in Santiago de Chile) ist ein chilenischer Schriftsteller, Rechtsanwalt und Politikwissenschaftler, der für seine Arbeiten über Liberalismus und Marktwirtschaft bekannt ist. Kaiser ist Mitglied der Mont Pelerin Society und hat Artikel in Forbes und anderen Publikationen veröffentlicht. Er ist auch Autor mehrerer Bücher, darunter Die Tyrannei der Gleichheit und Die populistische Täuschung. In einer Umfrage von La Segunda aus dem Jahr 2017 wurde er zu einem der am meisten bewunderten öffentlichen Intellektuellen in Chile gewählt.

## Biografie
Axel Kaiser wurde in eine Deutschchilenische Familie als Sohn von Hans Christian Kaiser Wagner (auch bekannt als Juan Cristián) und Rosmarie Barents-von Hohenhagen Haensgen.
Seine Großeltern väterlicherseits waren Rosemarie Wagner Schilling, eine Deutsch-Chilenin der vierten Generation, und ihr Ehemann, der deutsche Einwanderer Friedrich Ernst Kaiser Richter, der sich politisch als Sozialdemokrat definierte, kam 1936 als Flüchtling aus Württemberg nach Chile und entkam so dem Nationalsozialismus Deutschlands nach der Machtergreifung Adolf Hitlers und vor dem Zweiten Weltkrieg, nachdem er dessen Ausbruch vorausgesehen hatte.
Er heiratete seine Frau im April 1939 und ließ sich in Villarrica, im Süden Chiles nieder, wo er als 9. Bürgermeister der Stadt gewählt wurde und von Mai 1956 bis Oktober 1957 amtierte.
Sein Vater war in der Nationalpartei als Jugendführer aktiv.
Er ist der Bruder von Vanessa Kaiser, Wissenschaftlerin an der Universidad Autónoma de Chile, Direktorin der libertären Denkfabrik Zentrum für libertäre Studien und ehemaliger Stadtrat von Las Condes. Er ist auch der Bruder von Johannes Kaiser, einem rechtsgerichteten YouTuber, Gründungsabgeordneter der Nationallibertären Partei und derzeitiges Mitglied der Abgeordnetenkammer von Chile, und von Leif Kaiser, dem Vorsitzenden des chilenischen Schützenverbandes, sowie von drei weiteren weniger prominenten Geschwistern.
Seine Kindheit und Jugend verbrachte er mit seinen Brüdern in Villarrica.
Während er in der chilenischen Hauptstadt lebte, absolvierte er einen Bachelor of Laws an der Universidad Diego Portales. Am 7. August 2007 wurde er als Rechtsanwalt zugelassen.
Im Jahr 2009 gewann Kaiser ein Fulbright-Programm-Stipendium und reiste nach Deutschland, um zwei Master-Abschlüsse (Master of Arts in Internationalem Recht, Erwähnung von Investitionen, Handel und Schiedsgerichtsbarkeit und einen weiteren in Amerikanistik) und eine Promotion in Amerikanistik an der Universität Heidelberg mit der Arbeit Die amerikanischen philosophischen Grundlagen der chilenischen Revolution der freien Marktwirtschaft.
Zurück in Chile, war er ordentlicher Professor an der Universidad del Desarrollo und der Universidad de los Andes, zuständig für lateinamerikanische Politik.

## Bücher
- El Chile que Viene (2007)
- La Fatal Ignorancia (2009)
- La Miseria del Intervencionismo (2012)
- La Tiranía de la Igualdad (2015)[18]
- El Engaño Populista junto con Gloria Álvarez (2016)
- El Papa y el Capitalismo (2018)
- La Neoinquisición (2020)
- El Economista Callejero (2021)